# Langmarg
Langmarg är ett berg i Indien.   Det ligger i distriktet Srinagar och unionsterritoriet Jammu och Kashmir, i den norra delen av landet, 700 km norr om huvudstaden New Delhi. Toppen på Langmarg är 3 434 meter över havet, eller 121 meter över den omgivande terrängen. Bredden vid basen är 1,6 km.
Terrängen runt Langmarg är huvudsakligen bergig, men åt nordväst är den kuperad. Runt Langmarg är det tätbefolkat, med 369 invånare per kvadratkilometer. Närmaste större samhälle är Bandipura, 11,3 km nordväst om Langmarg. Trakten runt Langmarg består till största delen av jordbruksmark.